# Ivaniš Korvin
Ivaniš Korvin (Wroclaw, 2. travnja 1473. – Krapina, 12. listopada 1504.), ugarski velikaš, slavonski herceg (1490. – 1494.) i hrvatski ban ("dalmatinsko-hrvatski i slavonski") 1495. – 1498. i 1499. – 1504.

## Životopis
Bio je izvanbračni sin ugarsko-hrvatskog kralja Matije Korvina († 1490.). Budući da njegov otac nije imao zakonitog nasljednika, nastojao je Ivanišu osigurati hrvatsko-ugarsko prijestolje te mu je poklonio brojne zemlje u Hrvatskoj, Austriji i Šleskoj, a velikaše je pismeno obvezao da ga priznaju za kralja nakon njegove smrti. Ipak, nakon kraljeve smrti, velikaši su za novog kralja izabrali češkog kralja Vladislava II. Jagelovića (1490. – 1516.), a Ivaniš se morao zadovoljiti naslovima slavonskog hercega i hrvatsko-dalmatinskog bana, a bila mu je obećana i krunidba za bosanskog kralja, do koje nikad nije došlo.
Početkom 1496. godine vratio se u Hrvatsku i vjenčao s Beatricom Frankopan (1480. – 1510.), kćerkom kneza Bernardina Frankopana († 1529.) te ponovno preuzeo hercešku upravu. Stolovao je u gradu Bihaću na Uni, a kasnije u Krapini u Hrvatskom zagorju. Glavni mu je zadatak bila obrana hrvatske zemlje od neprestanih osmanskih napada.
Imreu Töröku iz Enjinga dao je 16. kolovoza 1502. pred zagrebačkim Kaptolom u zalog utvrdu (castrum) Zabathku (Suboticu) i istoimeni grad (oppidum). Iznos zaloga bio je 10 tisuća forinta. Osim utvrde i grada Zabathke, u zalog mu je dao trgovišta Madaraš, Tavankut, Verušić i Sebešić.
Umro je mlad 1504. godine od groznice, kao posljedice stalnih borbi s Turcima. Pokopan je u pavlinskoj crkvi u Lepoglavi.
Nakon njegove smrti Beatrica nasljeđuje najveći dio muževih posjeda, čuvajući ih za malodobnu djecu, kćer Elizabetu (1496. ili 1497.) i sina Krstu (1499.). Međutim, i oboje njegove djece uskoro umire, još u dječjoj dobi. 

## Vanjske poveznice
- Ivaniš Korvin Hrvatska enciklopedija (hrv.)
- Ivaniš Korvin Proleksis enciklopedija (hrv.)
- Tomorad, Mladen, Vanjska politka Matijaša Korvina od 1464. do 1490. (hrv.)

| Prethodnik:      | Hrvatski ban (1495. - 1498.) | Nasljednik:   |
| Ladislav Kaniški | Hrvatski ban (1495. - 1498.) | Juraj Kaniški |

| Prethodnik:   | Hrvatski ban (1499. - 1504.) | Nasljednik:                |
| Juraj Kaniški | Hrvatski ban (1499. - 1504.) | Franjo Balassa de Gyarmáth |